# Claude Chevalley
Claude Chevalley (n. 11 februarie 1909, Johannesburg, Africa de Sud – d. 28 iunie 1984, Paris, Île-de-France, Franța) a fost un matematician francez, cunoscut prin contribuțiile aduse în matematica modernă, în domenii ca: teoria numerelor, geometrie algebrică, teoria grupurilor.
A fost membru fondator al grupului Nicolas Bourbaki.
A arătat că grupurile Lie, care în mod obișnuit sunt studiate de geometrie, pot fi studiate și sub aspect algebric, atât în corp real, cât și în cel complex.
Pornind de la aceste grupuri algebrice s-a ajuns la varietăți abeliene (un grup algebric oarecare are un subgrup invariant, astfel încât câtul acestora să fie o variatate abeliană).
Chevalley a contribuit la clasificarea noțiunilor din geometria algebrică relativ la noțiunea de multiplicitate de intersecție, de noțiune de varietate algebrică și altor noțiuni din geometria algebrică.
A studiat cu succes inelele noetheriene⁠(d), artiniene, inelele locale și inelele topologice.
A reluat concepțiile lui Simion Stoilov, relativ la metoda spațiilor topologice, de acoperire, pe care a modificat-o.
A contribuit la dezvoltarea geometriei proiective.
Principala sa lucrare este: L'Arithmétique dans les algèbres des matrices (apărută la Paris).